# Гуськова, Анна Андреевна
Анна Андреевна Гуськова (бел. Ганна Андрэеўна Гуськова; род. 28 августа 1992, Минск) — белорусская фристайлистка, выступающая в акробатике. Олимпийская чемпионка 2018 года, серебряный призёр Олимпийских игр 2022 года, серебряный призёр общего зачета Кубка мира 2017/2018, серебряный призёр чемпионата мира среди юниоров 2012 года, победитель Кубка Европы в общем зачёте сезона 2008/2009. Заслуженный мастер спорта Республики Беларусь. Награждена орденом Отечества III степени.

## Биография
Анна Гуськова родилась в 1992 году в Минске. В детстве она посещала секцию по гимнастике, но в возрасте 7 лет родители отдали её во фристайл. Девочка попала к известному тренеру Владимиру Дащинскому, отцу олимпийского призера зимних Игр в Нагано (1998) и Турине (2006) Дмитрия Дащинского. Вторым тренером стал Юрий Купрацевич, который довёл её до прыжков на лыжах, были завоёваны первые медали на юниорском уровне.
Окончила Белорусский государственный университет физической культуры и Республиканское государственное училище олимпийского резерва.

## Спортивная карьера
В 2005 году попала во взрослую команду сборной Беларуси по фристайлу и дебютировала на международной арене на открытом чемпионате России, завоевав бронзовую медаль. В 2007 году выиграла чемпионат Беларуси.
С 2006 года выступала в Кубке Европы. Одержала на этапах этого турнира 11 побед, более 20 раз попадала на призовой подиум.
В сезоне 2008/09 выиграла Кубок Европы в зачёте акробатики. В двух следующих сезонах занимала третье и второе итоговые места соответственно.
В Кубке мира дебютировала в феврале 2009 года на этапе в Москве, где стала 24-й. Через две недели после кубкового дебюта впервые стартовала на чемпионате мира и заняла там 14-е место.
Через два года на мировом первенстве в Дир-Вэлли пробилась в десятку лучших, показав девятый результат.
В 2012 году завоевала «серебро» на чемпионате мира среди юниоров в Кьеза-ин-Вальмаленко.
В 2014 году вошла в состав белорусской сборной на Олимпийские игры в Сочи. Там Гуськова выступила неудачно, допустив падение в обеих квалификационных попытках, и не смогла пробиться в основной турнир, заняв итоговое 21-е место.
31 января 2015 года в американском Лейк-Плесиде впервые попала на подиум этапа Кубка мира, заняв третье место.
Спортсменка дважды перенесла тяжелые травмы: повреждение мениска и разрыв передней крестообразной связки. После одной из операций ей в колено вставили два титановых болта. Из-за травм практически полностью пропустила сезон Кубка мира 2016/17.
На первом этапе олимпийского сезона 2017/18 Гуськова одержала свою первую победу на этапе Кубка мира, еще раз по ходу сезона была второй и заняла по его итогам второе место в зачёте акробатики, уступив только китаянке Сюй Мэнтао.
На Олимпийских играх 2018 года в Пхёнчхане Гуськова со вторым результатом преодолела квалификацию (став всего одной из двух спортсменок, набравших за прыжок более 100 баллов). В первом финальном раунде показала лучший результат, во втором была четвёртой. В решающем прыжке Гуськова набрала 96,14 балла и даже несмотря на касание рукой снега при приземлении стала олимпийской чемпионкой, обойдя китаянку Чжан Синь на 0,62 балла.
Из-за травмы колена пропустила весь следующий сезон. Досрочно завершила и сезон 2019/20, неудачно упав на разминке.
Олимпийские игры 2022 года в Пекине принесли Анне Гуськовой серебряную медаль, хотя по ходу текущего сезона ее прыжки по сложности уступали основным конкуренткам. Успешно пройдя квалификацию, в первой попытке финальной фазы набрала 89,41 балла и заняла пятую позицию. Вторую попытку судьи оценили на 92,00 балла, что позволило Гуськовой выйти в суперфинал на последней шестой строчке. В нём Гуськова получила 107,95 балла при практически идеальном исполнении и заняла второе место. Прыжок имел коэффициент сложности 4,028 балла. В итоге белоруску опередила только китаянка Сюй Мэнтао — 108,61. Третьей стала американка Меган Ник — 93,76.
2024 год
В августе 2024 года — Анна Гуськова победила на республиканских соревнованиях по прыжкам на лыжах в воду в Минске (Беларусь).

## Победы на этапах Кубка мира
По состоянию на 13 января 2022 года
| Сезон   | Дата            | Место проведения |
| ------- | --------------- | ---------------- |
| 2017/18 | 13 декабря 2017 | Сикрет-Гарден    |
| 2021/22 | 12 января 2022  | Дир-Вэлли        |

## Личная жизнь
Кроме фристайла, увлекается пошивом одежды, татуировками. Любит животных, помогает пристраивать бездомных собак и кошек. У неё два домашних питомца.
В детстве хотела быть журналистом, моделью и фотографом. В 16 лет мечтала о собственной рок-группе, пела. Увлекается путешествиями.
Дедушка Иван Матвеевич (известный легкоатлет-ветеран, выступал за сборную Белорусской ССР по борьбе) и бабушка Анна Романовна Гуськовы проживают в посёлке Анна Воронежской области. Отец Андрей был мастером спорта по гребле на каноэ, умер в 51 год. Дядя Александр был известным биатлонистом, погиб на соревнованиях в 1980 году.